# Station Bobrowo Pomorskie
Station Bobrowo Pomorskie is een spoorwegstation in de Poolse plaats Bobrowo.